# فندق وبرج ترامب الدولي (دبي)

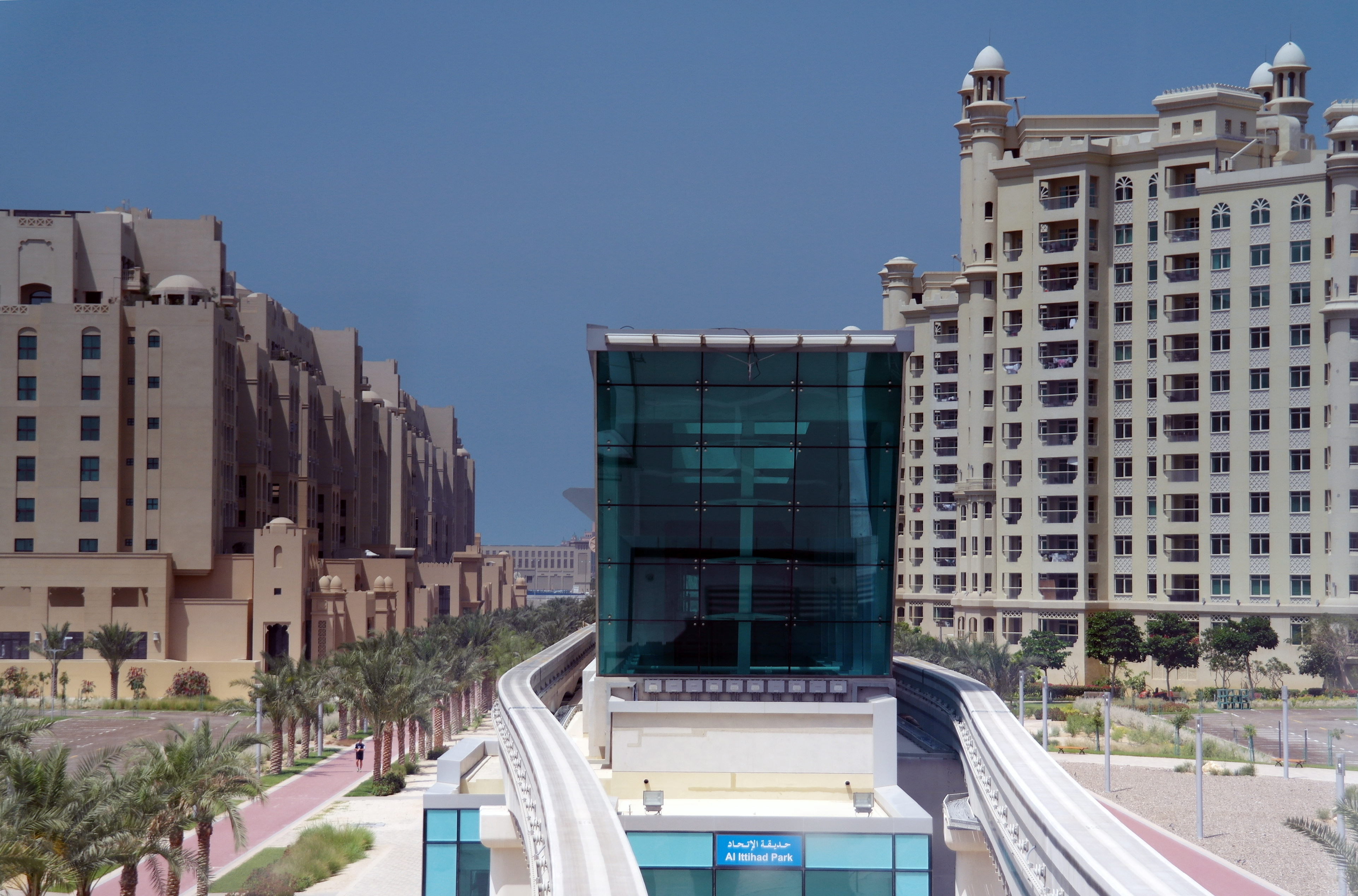

كان مشروع فندق وبرج ترمب الدولي مشروع فندق وبرج وناطحة سحاب في جذع نخلة الجميرة في دبي وكان مشروع مشترك بين منظمة ترمب وشركة نخيل مقرها دبي، ويعتبر المشروع من المشاريع مملوكة من قبل الدولة، ولقد أعلن عن المشروع في 5 أكتوبر 2005 ، وكان من المتوقع أن يحوي الفندق 300 غرفة ولكن علقت أعمال البناء إلى أجل غير مسمى حول هذا المشروع ومشاريع بناء ضخمة أخرى في جميع أنحاء دبي في أواخر عام 2008، نتيجة الأزمة الائتمانية العالمية. في شهر عام 2011 تم إلغاء المشروع رسميا من قبل شركة النخيل وتم تبديل المشروع إلى مركز للتسوق على جزيرة نخلة الجميرة.